# Automolis pallidipes
Automolis pallidipes là một loài bướm đêm thuộc phân họ Arctiinae, họ Erebidae.